# 랜디 로즈
랜달 윌리엄 로즈(영어: Randall William Rhoads, 1956년 12월 6일~1982년 3월 19일)는 오지 오스본 밴드와 콰이어트 라이엇에서 활동한 미국의 헤비 메탈 기타리스트이다. 유년기에 배운 클래식 음악 교육을 받은 영향으로, 그의 기타 스타일에는 클래식 음악과 헤비 메탈의 요소가 함께 녹아있다고 평가된다. 그는 오지 오스본 밴드 투어 도중 비행기 사고로 1982년 플로리다주에서 사망하였다. 활동 기간이 짧음에도 불구하고 그는 네오클래시컬 기타계에 큰 영향을 주었으며 여러 기타리스트들에게 귀감이 되는 존재이고 여러 "역대 최고의 기타리스트" 목록에 등재되어 있다.

## 생애

### 유년기
랜디는 캘리포니아주 샌타모니카에서 태어났다. 삼남매 중 막내였으며 형인 더그와 누나인 캐시가 있었다. 그의 형 더그 또한 뮤지션이였으며 "켈(Kelle)"이라는 예명으로 활동하였다. 부모인 들로레스와 윌리엄 모두 음악 교사였다. 랜디가 태어난 지 17개월이 지난 뒤인 1958년, 아버지 윌리엄은 가족을 떠나 재혼을 했다. 그 덕에 삼남매는 모두 어머니 들로레스가 양육해야 했다. 가족을 부양하기 위해 들로레스는 노스 할리우드에서 뮤소니아라는 음악 교실을 열었다. 들로레스는 UCLA에서 음악 학사 학위를 취득한 프로 피아니스트였다.
그의 가족은 스테레오 기기가 없어 음악을 들을 수 없었지만 삼남매는 집에서 직접 창작곡을 만들어 듣곤 했다. 랜디는 7살 즈음에 그의 어머니의 음악 교실에서 포크와 클래식 기타를 배우기 시작했다. 그는 머지않아 일렉 기타에 관심이 쏠리게 되어 스콧 셸리라는 음악 교사로부터 기타 레슨을 받기 시작했다. 셸리는 랜디가 이미 일렉 기타에서 어느 정도의 경지에 올랐기 때문에 더 이상 레슨을 받을 필요가 없다고 할 정도로 그는 재능이 출중했다. 그는 음악 이론의 기초를 쌓기 위해 어머니로부터 피아노 레슨 또한 받았다.
랜디는 존 뮈에 중학교(John Muir Middle School)에 다닐 때 켈리 가르니를 만나 절친이 되고 이후 함께 밴드 활동을 하게 된다. 가르니의 말에 의하면, 둘은 학교에서 자주 튀는 생각과 행동을 하여 문제아 취급을 받았다고 한다. "우리가 학교에 있을 때마다 항상 소동이 벌어져서 우린 최대한 휘말리지 않도록 종종 피하곤 했다. 우린 범생이, 운동부, 약쟁이 그 어느 집단에도 속하지 않았다. 우리는 그냥 우리였다." 랜디는 가르니에게 베이스 기타를 연주하는 법을 가르쳐 주었고 이후 함께 "더 호어(The Whore)"라는 밴드를 결성하고 1970년대 할리우드 밤무대인 로드니 빈겐하이머의 잉글리쉬 디스코에서 리허설을 하게 된다. 그 시기에 랜디는 리드 기타 연주를 배우고 있었다. 가르니는 "내가 그를 처음 만났을 때 그는 리드 기타를 어떻게 연주해야 하는지 잘 몰랐다. 막 배우기 시작한 때여서 거의 제멋대로 후리는 수준이었다."라고 했다. 이 밴드에서 랜디는 1970년대 중반에 로스 앤젤레스 지역의 여러 가정에서 열리는 뒷마당 파티에서 몇 개월 간 공연을 다니게 된다. 둘은 드러머인 랜디의 형 켈과 함께 어머니 들로레스의 중간 이름인 바이올렛(Violet)에서 영감을 얻어 바이올렛 폭스(Violet Fox)라는 커버 밴드를 만들게 된다. 바이올렛 폭스는 약 5개월 간 뮤소니아의 그랜드 살롱에서 공연했다. 밴드는 주로 마운틴의 "Mississippi Queen"과 롤링 스톤스, 앨리스 쿠퍼, 데이비드 보위의 곡을 연주했다. 바이올렛 폭스가 해체된 뒤, 랜디는 '카첸재머 키즈'나 '마일드레드 피어스'같은 여러 밴드들의 결성과 해체를 반복하며 활동하였다.
랜디의 형은 랜디와 함께 1971년 7월 11일 롱 비치 광장에서 열린 앨리스 쿠퍼의 공연을 보고 랜디가 기타리스트의 꿈을 갖게 되었다고 한다. 콘서트가 끝나고 켈은, "랜디는 공연에 완전히 매료되었다. 그는 공연 내내 긴장한 채로 무대만 쳐다보고 있었다. 그날 밤에 랜디가 "나도 저렇게 할 수 있어. 나도 저렇게 공연 할 수 있고 나도 저렇게 될 수 있어."라고 말했다. 어떤 변화가 그날 밤에 일어났고 내가 생각하기에 그 공연이 랜디에게 재능을 살릴 수 있는 계기가 된 것 같다." 앨리스 쿠퍼의 글렌 벅스턴과 믹 론슨은 가장 초기에 랜디의 기타 연주에 영향을 미친 록 뮤지션들이었다.

### 콰이엇 라이엇
16살이 될 무렵, 랜디와 가르니는 리틀 우먼(Little Woman)이란 밴드를 결성한다. 그 시기에 랜디는 낮에는 어머니의 음악 교실에서 기타를 가르치고 밤에는 무대에서 공연하곤 했다. 그는 어느 특별 프로그램에 참여하여 그의 출석 일수를 줄여 버뱅크 고등학교(Burbank High School)를 조기 졸업한 뒤, 풀 타임으로 기타를 가르치는 일 등의 기타에 관련된 모든 활동에 전념할 수 있었다. 리드 보컬로 케빈 두브로우를 영입한 뒤, 밴드의 이름은 콰이엇 라이엇으로 교체되었다. 밴드의 드러머 드류 포시스는 과거에 이미 주기적으로 랜디와 가르니와 함께 공연한 경력이 있었다.
콰이엇 라이엇은 머지않아 로스 앤젤리스 클럽에서 활동하는 가장 인기있는 밴드가 되었고 1977년에는 CBS/소니 레코드와 계약하게 된다. 물방울 무늬는 밴드의 시각적 상징물이 되었고 많은 팬들이 밴드의 무대 의상인 물방울 무늬가 그려져 있는 나비 넥타이와 조끼를 입고 공연장을 찾았다.
밴드의 첫 번째 스튜디오 «콰이엇 라이엇»은, 1978년 3월 2일, 로스 앤젤리스에서 큰 인기를 끌었으나, 음반 Quiet Riot과 Quiet Riot II는 오직 일본에서만 발매되었다.

### 오지 오스본
1979년, 블랙 사바스의 전 보컬 오지 오스본은 로스 앤젤리스에서 새 밴드를 결성하려 했다. 오즈본의 지인이자 이후 슬로터의 베이시스트가 되는 다나 스트럼은 랜디에게 이 소식을 전한다. 콰이엇 라이엇이 미국의 레코드사와 계약할 수 없다는 것에 상심해 있었던 랜디는 그의 어머니 들로리스와 함께 기존에 있던 무명의 밴드에 가입할 지 말지를 결정하고 있었다. 다나가 랜디에게 오지 오스본의 밴드에 오디션을 보는 게 어떻냐는 의견에 그는 "당연하지!"라고 대답했다. 랜디는 1979년 9월, 콰이엇 라이엇의 마지막 공연 바로 전에 오디션을 신청했다. 오스본이 영국으로 돌아가기 하루 전에 랜디는 로스 앤젤리스에 있는 어느 스튜디오에서 그의 깁슨 레스폴 기타와 연습용 앰프와 함께 오지 오스본 밴드 오디션을 위한 준비를 하고 있었다. 오스본은 그 날 만취한 상태로 오디션을 봤고 이후 랜디에 대해서, "그의 기타 솔로를 듣자마자 나는 마비가 온 건지, 아니면 환각에 취했는지 정신을 못 차렸다."라고 평했다. 오스본은 그 자리에서 랜디를 영입시켰다. 랜디는 이후, "난 그냥 튜닝 좀 하고 리프 몇 번 쳤을 뿐인데 그는 그 자리에서 '합격'이라고 말했다. 살면서 가장 이상한 기분을 그 때 느꼈는데 왜냐하면 그 때 난 아직 본 실력을 내지도 않았기 때문이다." 랜디, 오스본, 스트럼과 드러머 프랭키 바날리는 오스본이 영국에 돌아가기 전에 며칠 연속으로 합주하는 시간을 갖는다.
오스본은 영국으로 돌아갔을 때 제트 레코드의 종업원 아서 샤프가 술집에서 레인보우의 전 베이시스트 밥 데이즐리에게 오스본을 소개한다. 그 둘은 즉석에서 함께 일하기로 결정하였다. 초기에 함께 일하고 있던 기타리스트가 마음에 들지 않았던 오스본은 데이즐리에게 최근에 로스 앤젤리스에서 랜디 로즈라는 젊은 뛰어난 기타리스트를 만났다고 전한다. 밴드의 매니지먼트사는 밴드의 라인업을 모두 영국인들로 구성하려 하여 미국인 기타리스트를 고용하는 것을 꺼려했으나 매니저 돈 아르덴은 결국 그들의 의견에 동의한다. 랜디는 1979년 11월 27일에 영국에 오게 되고 런던의 제트 레코드 사무실에서 오스본과 데이즐리와 만난다. 이 셋은 오스본의 집이자 리허설 장소인 불러시 코티지(Bulrush Cottage)로 향한다. 이 장소는 랜디의 영국 생활 첫 주에 오스본, 전 아내인 델마와 그의 두 자녀와 함께 생활한 곳이다. 몇 년 뒤, 오스본은 그의 자서전에 랜디 같은 천재 뮤지션이 왜 자신 같은 "술에 쩔어 사는 만신창이"와 함께 일하고 싶어했는지 이해할 수 없었다고 한다.
짧은 탐색 기간 동안, 당시 이름이 더 블리자드 오브 오즈(The Blizzard of Ozz)였던 밴드에 드러머 리 커슬레이크가 들어오면서 라인업이 완성되게 된다. 밴드는 스튜디오에서 그들의 데뷔 음반 Blizzard of Ozz를 녹음한다. 이 시기에 오스본과 데이즐리가 랜디에게 그가 원하는 대로 기타 연주를 해도 된다는 허락을 받아 그의 기타 연주에 변화를 가미하게 된다. 콰이엇 라이엇과 함께 했던 작품들은 지루하다라는 혹평을 받았고 클래식의 음계나 방식을 따르지 않고 만들어졌다. 랜디의 네오클래시컬 기타 연주로 더욱 다채로워진 밴드의 음반은 록 팬들에게 크게 히트하게 되고 특히 미국에서 큰 인기를 끈다. 밴드는 음반에 수록된 두 곡 "Mr. Crowley"와 "Crazy Train"을 싱글로 발매한다. 몇 년 뒤에 오스본은, "어느 날 랜디가 나에게 대부분의 헤비 메탈 곡들은 A부터 E 코드에 기반하여 작곡되었다고 말했다. 그리고 그는 "이 틀을 한 번 깨봅시다"라고 말했다. 그리하여 우리는 음반에 수록될 곡들을 쓸 때 절대로 같은 조성으로 구성하지 않겠다는 하나의 룰을 만들었다."
영국 투어를 진행하는 동안 밴드는 다음 음반 Diary of a Madman을 녹음한다. 그들의 첫 미국 투어를 떠나기 전에 커슬레이크와 데이즐리는 밴드의 매니저이자 오스본의 아내가 되는 샤론 아르덴에 의해 갑작스럽게 해고된다. 미국 투어를 진행하기 위해, 블랙 오크 아르캔저스의 전 드러머 토미 알드리지와 콰이엇 라이엇에서 랜디와 함께 공연했던 베이시스트 루디 사르조가 고용된다. Diary of a Madman은 1981년 10월에 발매되었고 당시에 커슬레이크와 데이즐리는 밴드에서 해고되었기 때문에 음반 표지에 알드리지와 사르조의 이름과 사진이 실리게 되었다. 공연 로열티 비용과 여러 저작권 관련 분쟁은 이후에 법정 싸움까지 번지게 된다. 커슬레이크는 그와 데이즐리의 해고에 대하여 불만을 가진 랜디가 1981년 초에 오스본의 밴드를 탈퇴하기 직전까지 갔다고 주장했다. "그는 오스본과 투어를 함께 하고 싶지 않아했다. 우리는 그에게 우리가 쫒겨났다고 말했다. 랜디는 자신 또한 밴드를 탈퇴하여 우리들만 남겨진 채로 두지 않겠다고 했다. 난 그에게 그렇게 생각해줘서 고맙지만 그렇게 하진 말라고 했다." 커슬레이크는 이후 밴드에 복귀한다.
이 시기에 랜디는 같은 밴드 구성원인 오스본, 알드리지, 사르조와 친구 켈리 가르니에게 UCLA에서 클래식 기타 학위를 따기 위해 몇 년 동안 록 계를 잠시 떠난다고 통보했다. 다큐멘터리 Don't Blame Me에서 오스본은 그의 학위에 대한 열망을 인정하여 그렇게 하도록 허락했고 만약 그가 살아있었어도 밴드에 다시 돌아오지 않았을 것 같다고 말한다. 친구이자 전 콰이엇 라이엇 베이시스트 가르니는 여러 인터뷰에서 만약 랜디가 계속 록 계에서 기타를 연주했다면 그는 아마 1980년대에 유행한 키보드 중심의 록을 했을 것이라고 말했다. 이 당시는 랜디가 그의 연주에 대하여 인정을 받기 시작하는 때였다. 그가 죽기 전에 잭슨 사에서 그의 시그니처 모델인 Jackson Randy Rhoads(랜디 자신은 그의 하얀 세로줄 무늬의 플라잉 브이 기타를 "더 콩코드(The Concorde)라고 불렀다.)를 제작했다. 랜디는 현재 잭슨 사의 RR 시리즈의 초기 모델인 검은색 오프셋 플라잉 브이 하드테일 기타를 선물받았으나 이 기타가 녹음 작업에 쓰이기 전에 그는 사망한다. 랜디는 또한 기타 플레이어 매거진에서 '최고의 신인상'을 수상한다. 오스본과 함께 한 투어 중간중간에 랜디는 시간이 될 때마다 여러 클래식 기타 강사들에게 레슨을 받았다.

## 사망

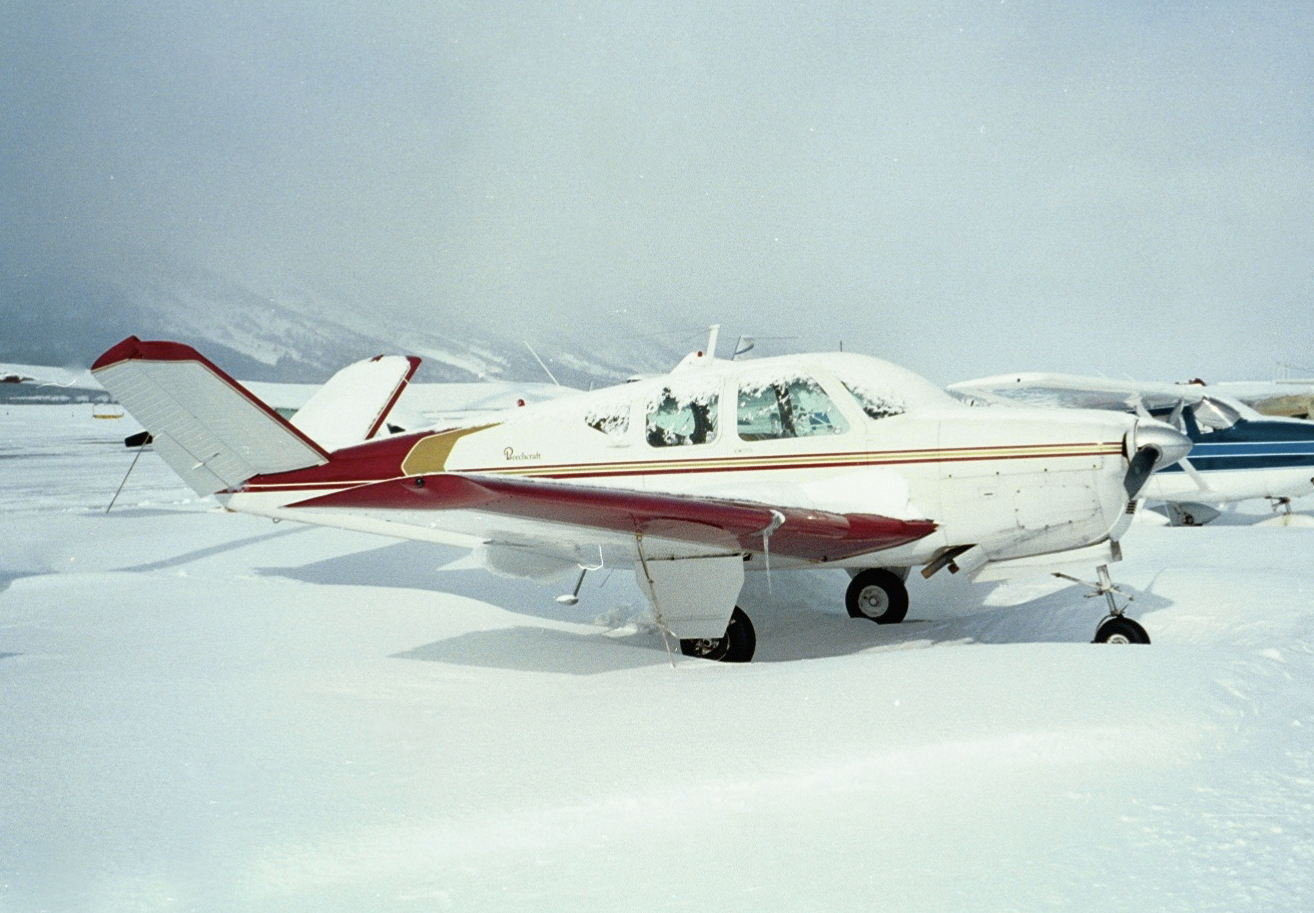
1957년형 Beechcraft Bonanza H35 모델. 랜디 로즈를 태우고 추락한 1955년형 모델과 흡사하다.

랜디 로즈는 1982년 3월 18일 목요일에 녹스빌 시빅 콜리시엄에서 그의 마지막 공연을 했다. 그 다음 날, 밴드는 투어 일정에 맞춰 플로리다주 올란도에서 열리는 페스티벌로 향하고 있었다. 오스본은 그날 밤 버스에서 랜디가 자신의 과음을 지적하면서 함께 나눈 마지막 대화를 기억한다. 랜디가 그날 밤 그에게 한 마지막 말은, "너 그렇게 마시다가 언젠가 훅 가는수가 있다?"였다. 그날 밤 이동 중에 그들은 오스본이 버스에서 자는 동안에 에어컨 부품을 수리하기 위해서 플로리다주의 리스버그에 잠시 들렀다. 그 사유지에는 작은 헬리콥터들과 비행기들이 있었던 간이 활주로가 있었다. 투어 버스 기사이자 사비행기 조종사인 앤드류 애이콕이 허가도 받지 않고 마이크 파틴 소유인 단발 엔진 Beechcraft F35 비행기를 조종했다. 첫 비행 때에는 키보디스트 돈 에이리와 투어 매니저 제이크 던칸을 태웠다. 그는 이후 랜디와 메이크업 아티스트 레이첼 영블러드를 태우고 두 번째 비행을 했다. 그 두 번째 비행 때 투어 버스 바로 위를 지나가려는 시도들이 있었다. 애이콕은 두 번은 성공했으나, 세 번째 시도는 실패하고 만다. 이륙한 지 약 5분이 지난 오전 10시쯤에 비행기의 한 쪽 날개가 투어 버스와 부딪혀 두동강이 나버렸고 비행기는 통제를 잃고 추락하기 시작했다. 버스와의 충돌로 인하여 랜디와 영블러드가 비행기의 바람막이 창에 머리를 세게 부딪히고 만다. 비행기는 야자 나무와 부딪혀 박살이 났고 근처 저택의 차고에 불길에 휩싸인 채로 추락해 버렸다. 버스에서 자고 있던 구성원을 제외하고 오직 키보디스트 돈 에이리만이 이 모든 걸 목격하였다. 비행기에 타고 있던 랜디는 물론, 애이콕과 영블러드가 각각 향년 36세와 58세로 별세하였다. 세 명의 시체 모두 불에 타 형체를 알아볼 수 없었고 랜디의 시체는 치아 기록과 그가 갖고 있던 보석류가 단서가 되어 찾을 수 있었다. 버스에서 자고 있다가 충돌 소리에 깬 샤론 오스본은, "그들은 모두 산산조각이 나버렸다. 시체 조각이 어디에나 나뒹굴고 있었다." 라고 증언했다. 비록 그때 모두들 큰 상심에 잠겨있었으나 초기 조사가 끝날 때까지 리스버그에 이틀 더 머무를 수 밖에 없었다. 랜디의 매형이 그의 시체를 찾기 위해 캘리포니아에서 리스버그로 찾아왔다. 오스본이 조사단원들에게 증언한 내용은 다음과 같다.
1982년 3월 19일 금요일 대략 오전 9시 쯤에 난 큰 폭발음에 잠에서 깼다. 난 그때 우리 버스가 도로에서 충돌 사고가 난 줄로만 생각했다. 난 바로 일어나서 내 약혼녀 샤론에게 당장 버스에서 나가자고 했다. 그 동안에 샤론은 나머지 사람들에게 빨리 버스에서 나가라고 소리치고 있었다. 버스에서 나온 뒤, 난 부서진 비행기를 목격했다. 그 땐 비행기가 누가 타고 있었는지 알지 못했다. 내 일행이 비행기에 타고 있었단 걸 알게 된 뒤에 난 다른 이로부터 도움을 구하기 굉장히 어렵겠다라는 걸 깨달았다. 사실 다른 사람이 오기까지 약 30분 정도가 소요되었다. 한 소방차가 와서 세 갤런 정도의 물을 불길에 쏟아 부었다. 우리는 전화나 다른 매체를 통해 추가적인 도움을 청하려 했으나 당장 찾을 수 있는 것은 없었다. 결국에 전화기 하나를 발견하여 샤론이 그녀의 아버지에게 전화를 걸 수 있었다.
밴드는 그 다음날에 올란도에서 열리는 록 슈퍼 보울 XIV(Rock Super Bowl XIV)라는 야외 페스티벌에서 공연하기로 되어 있었다. 공연 자체는 취소되지 않았으나 페스티벌 주최자들은 모든 티켓 구매자들에게 환불을 해줬다.

랜디와 함께 Blizzard of Ozz와 Diary of a Madman을 녹음하고 오지 오스본 밴드에서 퇴출당한 밥 데이즐리와 리 커슬레이크는 당시 사고를 들었을 때 유라이어 힙과 텍사스주 휴스턴에 있었다. 그는 2002년에 이렇게 말했다.
내가 술집에 있을 때 데이즐리가 들어왔다. 내가 그를 보고, "젠장, 얼굴이 왜 그렇게 창백한거야? 무슨 일 있어?" 라고 말하자 밥은, "리, 오늘 아침에 비행기 사고가 났는데 거기에 랜디가 타고 있었고... 그가 죽었어." 세상에, 그 말을 듣자마자 나는 펑펑 눈물을 쏟을 수 밖에 없었다. 우린 그를 사랑했으므로 밥과 나는 그를 위해 울었다. 그는 정말 사랑스러운 사람이었다.
랜디와 오랫동안 교제한 그의 여자친구 조디는 그녀의 자가용에서 Blizzard of Ozz의 노래 몇 곡을 듣고 있다가 라디오 DJ가 이 비행기 사고와 랜디가 죽었다는 소식을 보도하는 것을 들었다고 했다. 그녀는 너무 상심한 나머지 운전을 할 수 없었다.

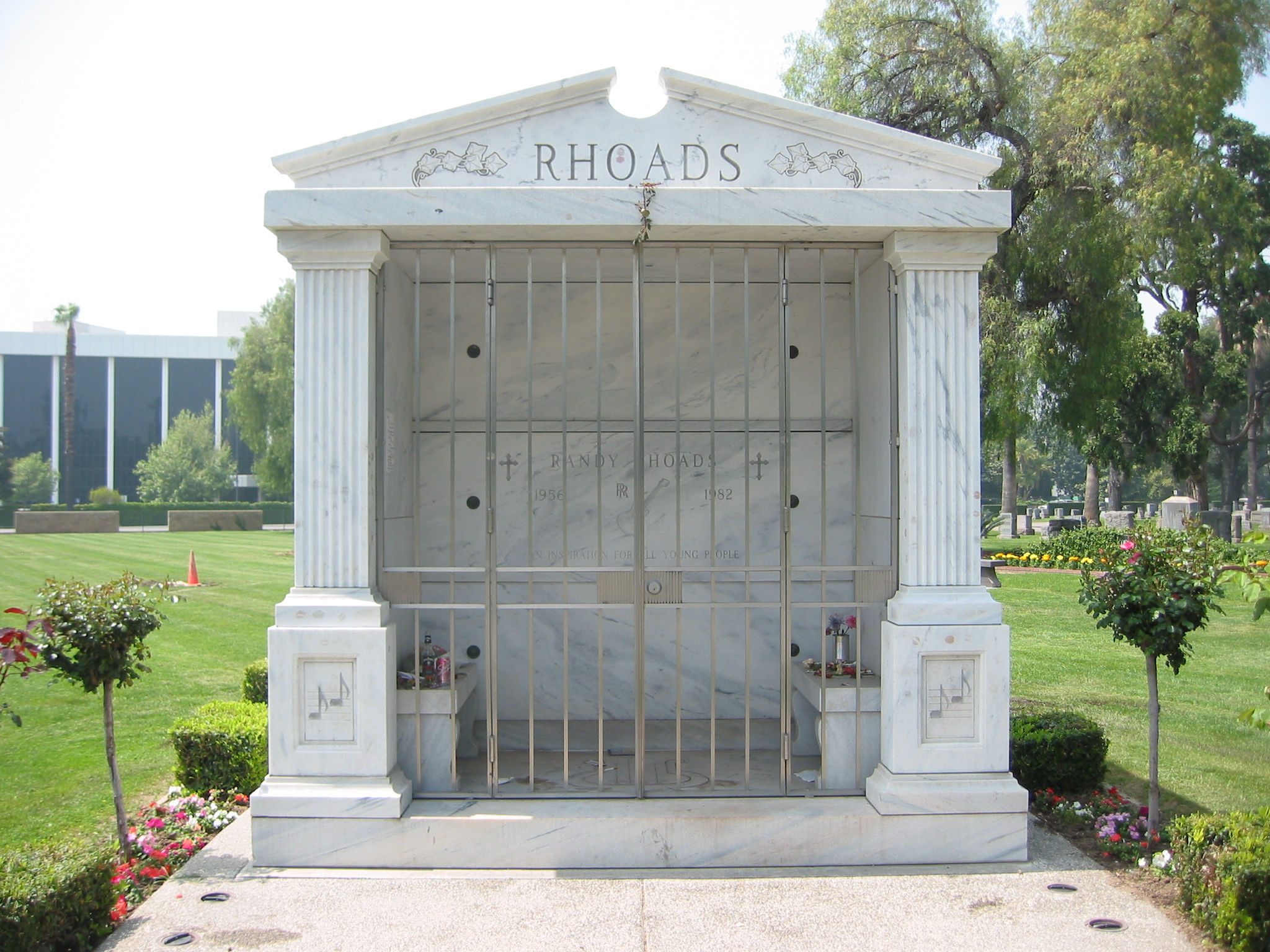
캘리포니아주 샌버나디노, 랜디의 무덤

이후 애이콕의 부검 결과, 코카인이 검출되었다. 랜디의 약물 검사 결과로는 오직 니코틴 밖에 검출되지 않았다. 이후 오스본은 그날 밤 애이콕이 사고 전에 끊임없이 코카인을 했다고 말했다. NTSB 조사단은 이후 애이콕의 의료 진단서의 기간이 이미 만료되었다는 것을 확인했다. 나중에는 애이콕이 6년 전에 아랍 에미리트에 있을 때 이미 비행기 사고를 낸 경력이 있다는 사실이 알려졌다.
랜디의 장례식은 캘리포니아주 버뱅크에 있는 퍼스트 루더랜 교회에서 행해졌다. 오스본, 알드리지, 사르조, 전 콰이엇 라이엇 구성원 케빈 두브로우가 장례식에서 관을 매고 옮기는 역할을 했다. 그의 관에는 랜디가 오스본과 함께 샌프란시스코에서 공연하는 모습과 함께 그의 기타리스트로서의 모습이 담긴 사진이 붙여졌다. 랜디는 캘리포니아주 샌버너디노의 마운틴 뷰 묘지에 묻히게 되었다.

### 사후, 그에 대한 추모
마샬 앰프사는 랜디에 대한 추모로 2008년 NAMM 행사에서 1959RR 모델을 출시했다. 이 앰프는 랜디의 Super Lead 앰프의 모양을 본따 만들어진 완벽한 흰색 바탕의 마샬 Super Lead 100와트 헤드이었으며 한정판으로 출시되었다. 마샬 사의 엔지니어들은 1959RR 모델을 제작할 때 랜디의 실제 앰프를 주의깊게 조사하고 그가 1980년에 마샬 사 공장을 방문했을 때 특별 제작을 주문한 특수 하이-게인 설정을 그대로 적용시켰다.
잭슨 기타 사는 랜디의 기타인 백색 "쇼트윙" 플라잉 V 기타의 완벽한 레플리카 기타를 출시했다. 잭슨 사의 기타 제작자들은 가능한 원본과 가장 비슷하게 레플리카를 만들기 위해 랜디의 기타를 조작하고 사진을 찍었으며 면밀히 조사하였다. 이 레플리카는 랜디의 기타처럼 윗쪽 윙 부분과 뒷부분에 검은색 강력 테이프가 붙여진 채로 출시되었다. 오직 60대만이 제작되었고 랜디의 생일을 따라서 가격을 12,619.66달러로 책정하여 판매하였다. 2010년, 깁슨 기타 사에서 랜디가 사용한 1974년형 레스폴 커스텀을 본 따 만든 새 커스텀 숍 시그니처 기타를 제작했다. 2011년 4월, 작가 조엘 맥클버가 랜디 로즈의 첫 전기인 Crazy Train: The High Life and Tragic Death of Randy Rhoads를 출판하였다. 이 책의 서문은 잭 와일드가 작성했고 후기는 잉베이 말름스틴이 작성했다. 2012년 6월, 벨로시티 출판사가 스티븐 로슨과 앤드류 클라인이 작성한 약 400페이지 이상 분량이 되는 랜디 로즈의 전기를 발표하였다.
2011년 3월 31일, Blizzard of Ozz와 Diary of a Madman 음반이 30주년이 되어 리마스터 버전이 발매되었다. 두 음반 모두 밥 데이즐리의 베이스 트랙과 리 커슬레이크의 드럼 트랙의 원본이 그대로 복원되어 리마스터되었다. Blizzard of Ozz의 리마스터판에는 보너스 트랙인 "You, Looking at Me, Looking at You", "Goodbye to Romance" (2010년 보컬 & 기타 리믹스판), "RR" (랜디 로즈의 스튜디오 내 기타 솔로)가 함께 수록되었다. 원래는 Diary of a Madman 의 리마스터판에 롱 페이드 아웃 버전의 "You Can't Kill Rock and Roll", "Tonight", "Diary of a Madman" (2010년 리믹스판)이 수록될 예정이었으나 실제로는 수록되지 않았다. Diary of a Madman의 재발매반에는 1981년 Blizzard of Ozz 투어의 여러 공연을 집대성 한 라이브 음반 Ozzy Live가 추가로 동봉되었다. 이 공연은 두 트리뷰트 음반과 같은 라인업으로 구성되어 진행된 공연이다. 또한 스페셜 박스 셋에만 독점적으로 무게 180그램의 오리지널 음반들의 레코드판과 100페이지 분량의 커피테이블용 책자, 랜디의 미공개 영상 자료가 들어 있는 DVD Thirty Years After the Blizzard를 담아서 판매하였다.
2010년에 라이브 음반 Ozzy Live를 믹싱한 프로듀서 케빈 처코는 에픽 레코드가 "그들의 금고에 더 많은 자료를 갖고 있다"라고 말했으며 이 자료들은 랜디가 오지 오스본과 함께 공연을 하기 시작한 때부터의 자료들이며, 이후에 출시할 상품들을 위해 보관하고 있다는 것을 알렸다.
2017년 1월 18일, 랜디 로즈는 헤비 메탈 리드 기타 연주를 정의한 것에 대한 공로로 헤비 메탈 역사의 전당에 헌액되었다.

## 사생활
랜디의 형 켈 또한 음악가이며 그의 누나인 캐시는 포도농장을 운영한다.
랜디는 장난감 기차의 열렬한 수집가였으며 1980년 처음 영국에 Blizzard of Ozz를 녹음하러 왔을 때 기차 수집을 위해 영국 전역을 여행하였다.
오스본은 랜디는 마약에 일체 손을 대는 일이 없었으며 음주 또한 굉장히 적게 했다고 한다. 그가 술을 마실 때는 아니제트 술을 주로 마셨다고 한다. 랜디는 파티에 가는 것을 그다지 좋아하진 않았지만 흡연을 굉장히 많이 했다고 하며 오스본은 그의 흡연에 대해, "만약 폐암 올림픽이 있었다면 분명히 금메달을 땄을 것이다"라고 할 정도였다.
그의 형 켈에 의하면, 랜디는 꽤나 독실한 루터교 신자였다고 한다.
랜디의 어머니 들로레스 로즈는 향년 95세의 나이로 2015년 11월 11에 별세하였다.

## 음악성과 영향
롤링 스톤지는 랜디를 역대 최고의 기타리스트 중 한 명으로 등록했다. 랜디는 많은 기타 잡지의 커버를 장식했으며 다임백 대럴, 존 페트루치, 잭 와일드, 조지 린치, 마이클 로미오, 알렉시 라이호, 믹 톰슨, 폴 길버트, 버킷헤드, 마이크 매크리디 같은 기타리스트들에게 큰 영향을 주었다. 랜디의 생애 동안 그의 연주가 항상 호평만 받은 것은 아니다. 롤링 스톤지의 J. D. 콘시다인은 Diary of a Madman 음반 내 랜디의 연주를 '굉장히 기교적이나 창의성이 부족한' 이라고 평하며 그를 "에디 반 헤일런을 흉내내는 어설픈 아마추어"라고 평했다.
랜디는 유년기에 비틀즈와 롤링 스톤스에 영향을 받아 그들의 공연을 형 켈과 함께 집 차고에서 흉내내곤 했다. 그에게 가장 큰 영향을 준 기타리스트로는 레슬리 웨스트, 리치 블랙모어, 마이클 솅커, 게리 무어, 찰리 크리스천, 존 윌리엄스가 있다.
콰이엇 라이엇을 탈퇴하기 전인 1979년, 랜디는 캘리포니아 출신 루터교 신자 칼 산도발에게 그가 직접 그린 물방울 무늬의 플라잉 V 기타 그림을 보여줬다. 산도발이 랜디에게 제작해 준 이 기타는 기타리스트들의 트레이드마크 중 하나가 되었다.

## 장비
랜디는 기타, 이펙터보단 앰프의 사용을 선호하여 보유수가 적었고 주로 단순한 설정을 사용하였다. 그는 Blizzard of Ozz 음반 작업 때는 .009 gauge, Diary of a Madman 음반 작업 때는 .010 gauge 기타줄을 애용하였다.

### 기타
- 깁슨 사 '74' Alpine White 레스폴 커스텀
- 칼 산도발 제작 "Polka Dot" V
- 잭슨 사 Rhoads White "Prototype" Concorde
- 잭슨 사 Black Rhoads w/ Fixed Bridge
- 1950대형 깁슨 레스폴 Black beauty (사진 촬영용)
- 펜더 스트라토캐스터

### 기타 줄
- GHS Boomers, .009-.010

### 이펙터
- Dunlop Crybaby Wah[48]
- 롤랜드:
  - RE-201 'Space Echo'
  - Volume Foot Pedal
- 코르그 echo[48]
- MXR:
  - Distortion +[48][49]
  - 10 Band EQ[48]
  - Flanger[48]
  - Stereo Chorus[48]

### 기타 설치
- 랜디의 자세한 기타 설치와 조정은 1981년 투어 Diary of a Madman 다큐멘터리에서 잘 설명되어있다.[50]

### 픽업
- Dimarzio Super Distortion/ PAF/ 칼 산도발 제작의 플라잉 V에 사용
- Super 74(Bridge)/ 깁슨 사 레스폴 커스텀에 사용
- Seymour Duncan Distortion/Jazz Model/ 잭슨 사 기타에 사용.

## 수상
- 1981년 12월, 기타 플레이어 잡지의 독자투표에서 "최고의 신인"에 선정됨
- 1981년 12월, 영국의 Sounds 잡지의 독자투표에서 "최고의 헤비 메탈 기타리스트"에 선정됨
- 롤링 스톤지의 "최고의 기타리스트 100명"에서 36위에 등극됨[51]
- 기타 월드 잡지의 "최고의 헤비 메탈 기타리스트 100명"에서 4위에 등극됨[52]
- "Crazy Train"과 "Mr. Crowley"가 기타 월드 잡지의 독자투표에서 "최고의 기타 솔로곡"에 각각 9위와 26위에 등극됨[53]
- 기타 월드 잡지의 "가장 빠른 속주 기타리스트"에서 26위로 이름이 등극됨[54]
- "Crazy Train"이 롤링 스톤지의 "역대 최고의 기타 연주 곡 100곡"에 51위에 등극됨[55]

## 디스코그래피

### 콰이엇 라이엇
- Quiet Riot (1977)
- Quiet Riot II (1978)
- The Randy Rhoads Years (1993)

### 오지 오스본
- Blizzard of Ozz (1980)
- Mr Crowley Live EP (1980)
- Diary of a Madman (1981)
- Tribute (1987)
- Ozzy Live (2011)